# صلواتوو
صلواتوو (به لاتین: Salavatovo) یک منطقهٔ مسکونی در روسیه است که در باشقیرستان واقع شده‌است.